# 20 aprile
Il 20 aprile è il 110º giorno del calendario gregoriano (il 111º negli anni bisestili). Mancano 255 giorni alla fine dell'anno.

## Eventi
- 1303 – Con la bolla papale In Suprema praeminentia Dignitatis, papa Bonifacio VIII istituisce lo Studium Urbis, oggi diventato l'Università di Roma "La Sapienza"
- 1492 – Probabile data di nascita di Pietro Aretino (secondo altre fonti ricorrente il 19 aprile)
- 1657 – Gli ebrei di New Amsterdam (l'attuale New York) ottengono il diritto alla libertà di religione
- 1775 – Rivoluzione americana: le truppe britanniche prendono d'assedio la città di Boston, Massachusetts
- 1796 – Inizia la battaglia di Mondovì
- 1815 – Guerra austro-napoletana: le truppe austriache al comando di Federico Bianchi occupano Firenze
- 1841 – Viene pubblicato Murder in Rue Morgue di Edgar Allan Poe
- 1862 – Primo test di pastorizzazione completato da Louis Pasteur e Claude Bernard
- 1865 – Viene fondata a Bologna la Banca Popolare di Credito, prima banca popolare italiana
- 1879 – Russia: lo studente rivoluzionario Alexander Soloviev fallisce il tentativo di assassinare lo zar Alessandro II di Russia
- 1902 – Pierre e Marie Curie purificano e isolano l'elemento radio
- 1914 – Si consuma negli Stati Uniti d'America il Massacro di Ludlow
- 1917 – Pietrogrado, Vladimir Ulianov detto Lenin pubblica la sua visione della lotta marxista, le cosiddette Tesi di aprile
- 1920 – Belgio, ad Anversa si apre la VII Olimpiade
- 1926
  - USA: la Western Electric e la Warner Bros. annunciano l'ideazione del Vitaphone, un processo per aggiungere suoni ai film
  - Inviata per la prima volta attraverso l'Oceano Atlantico copia di un assegno per radiotrasmissione
- 1940
  - Prima dimostrazione pubblica di un microscopio elettronico
  - Seconda guerra mondiale: Norvegia, gli inglesi sbarcano nei porti di Åndalsnes e Namsos
- 1944 – Seconda guerra mondiale: Benito Mussolini, ormai a capo della Repubblica Sociale Italiana, istituisce il Servizio ausiliario femminile della Repubblica Sociale Italiana
- 1945 – Seconda guerra mondiale:
  - L'Armata Rossa entra a Berlino
  - Inizia l'Operazione Herring
- 1964 – Viene commercializzato il primo vasetto di Nutella
- 1967
  - Un aereo della Swiss Britannia precipita a Nicosia, capitale di Cipro, causando 126 vittime
  - Una tromba d'aria devasta Chicago, provocando 58 morti
- 1968
  - Un Boeing 707 della South African Airways precipita durante il decollo a Windhoek, Africa del Sud-Ovest, causando 122 vittime
  - Il Partito Liberale del Canada guidato da Pierre Trudeau vince le elezioni politiche
- 1972 – L'Apollo 16 si posa sulla superficie della Luna
- 1980 – A Tizi Ouzou, in Algeria, la polizia irrompe nel campus dell'università e inizia la repressione della Primavera berbera
- 1992 – Molti dei maggiori cantanti del panorama mondiale partecipano al Freddie Mercury Tribute Concert allo Stadio di Wembley
- 1998 – Un Boeing 727-200 dell'Air France precipita su una montagna subito dopo il decollo dall'Aeroporto di Bogotá, Colombia, causando 53 vittime
- 1999
  - USA: avviene il Massacro della Columbine High School, dove in una sparatoria muoiono 15 persone, fra cui anche i due autori della strage, e altre 24 rimangono ferite
  - Processo per la Metropolitana Milanese: Bettino Craxi viene definitivamente condannato a quattro anni e sei mesi di reclusione per corruzione e finanziamento illecito
- 2001
  - Canada: manifestazione dei Movimenti antiglobalizzazione a Quebec City contro un summit della FTAA
  - Il compositore Giuseppe Sinopoli muore a Berlino per un infarto fulminante mentre è sul podio della Deutsche Oper dirigendo il terzo atto dell'opera Aida[1]
- 2004 - Spagna: il governo socialista guidato da José Luis Rodriguez Zapatero, che ha sostituito l'esecutivo del popolare José Maria Aznar, ritira il proprio contingente dall'Iraq
- 2008 – Papa Benedetto XVI visita Ground Zero a New York, luogo originario delle Torri gemelle distrutte l'11 settembre 2001
- 2010 – Golfo del Messico: esplosione della petroliera off-shore Deepwater Horizon, di proprietà di British Petroleum
- 2013 – Giorgio Napolitano viene eletto per la seconda volta consecutiva presidente della Repubblica
- 2022 - Il Paris Saint Germain vince con l'Angers in trasferta 0-3 e si laurea campione di Francia per la decima volta, o "stella", al pari di Olympique Marsiglia e Association Sportive de Saint Etienne-Loire

## Nati
Ci sono circa 1 190 voci su persone nate il 20 aprile; vedi la pagina Nati il 20 aprile per un elenco descrittivo o la categoria Nati il 20 aprile per un indice alfabetico.

## Morti
Ci sono circa 550 voci su persone morte il 20 aprile; vedi la pagina Morti il 20 aprile per un elenco descrittivo o la categoria Morti il 20 aprile per un indice alfabetico.

## Feste e ricorrenze

### Civili
Internazionali:
- Giornata internazionale della lingua cinese, promossa dall'UNESCO

Nazionali:
- Algeria - Commemorazione della Primavera berbera (ricorrenza non ufficiale)
- Stati Uniti d'America - 4/20 o International Medical Marijuana Day, ricorrenza della controcultura americana militante

### Religiose
Cristianesimo:
- Santa Sara di Antiochia, martire
- Sant'Agnese Segni di Montepulciano, vergine
- Sant'Anastasio di Antiochia, vescovo e martire
- Sant'Aniceto, papa
- Sant'Atanasio delle Meteore, fondatore, venerato dalla Chiesa ortodossa
- San Donnino di Digne, vescovo
- Sant'Elena di Laurino o (Elena Consalvo), solitaria
- Sant'Endelienda, vergine
- San Marcellino di Embrun, vescovo
- San Marciano di Auxerre, monaco
- San Secondino di Cordova, martire
- Santi Sulpicio e Serviziano, martiri
- San Teodoro Trichinas, monaco
- Sant'Ugo d'Anzy-le-Duc, monaco
- San Vihone, vescovo
- Beato Alfonso da Oria, francescano
- Beato Anastazy Jakub Pankiewicz, sacerdote e martire a Dachau
- Beato Antonio Page, martire
- Beata Chiara Bosatta, vergine
- Beato Domenico Vernagalli, confessore
- Beato Francesco Page, gesuita, martire
- Beato Geraldo de Salis
- Beati Giacomo Bell e Giovanni Finch, martiri
- Beato Maurizio Mac Kenraghty, sacerdote e martire
- Beato Michele Coquelet, sacerdote e martire
- Beata Oda, monaca premostratense
- Beati Riccardo Sargeant e Guglielmo Thomson, martiri
- Beato Roberto Watkinson, sacerdote, martire
- Beato Simone da Todi

Scientology:
- L. Ron Hubbard Exhibition Day (celebra l'apertura nel 1991, a Hollywood, della mostra sulla vita del fondatore di Scientology)

Taoismo:
- Festa di Chung-yueh Ti-chun, imperatore della Montagna Centrale